# Рекечунь (комуна)
Рекечунь, Рекечуні (рум. Răcăciuni) — комуна у повіті Бакеу в Румунії. До складу комуни входять такі села (дані про населення за 2002 рік):
- Георге-Дожа (1024 особи)
- Гиштень (1233 особи)
- Рекечунь (3028 осіб) — адміністративний центр комуни
- Рестоака (100 осіб)
- Фунду-Рекечунь (2004 особи)
- Чукань (580 осіб)

Комуна розташована на відстані 221 км на північ від Бухареста, 27 км на південь від Бакеу, 102 км на південний захід від Ясс, 128 км на північний захід від Галаца, 130 км на північний схід від Брашова.

## Населення
За даними перепису населення 2002 року у комуні проживали 7969 осіб.
Національний склад населення комуни:
| Національність | Кількість осіб | Відсоток |
| -------------- | -------------- | -------- |
| румуни         | 7727           | 97,0%    |
| чанго          | 136            | 1,7%     |
| угорці         | 51             | 0,6%     |
| цигани         | 50             | 0,6%     |
| італійці       | 4              | 0,1%     |

Рідною мовою назвали:
| Мова       | Кількість осіб | Відсоток |
| ---------- | -------------- | -------- |
| румунську  | 7908           | 99,2%    |
| угорську   | 54             | 0,7%     |
| італійську | 4              | 0,1%     |
| циганську  | 2              | < 0,1%   |

Склад населення комуни за віросповіданням:
| Релігія            | Кількість осіб | Відсоток |
| ------------------ | -------------- | -------- |
| римо-католики      | 4086           | 51,3%    |
| православні        | 3799           | 47,7%    |
| адвентисти         | 46             | 0,6%     |
| п'ятдесятники      | 28             | 0,4%     |
| греко-католики     | 6              | 0,1%     |
| баптисти           | 1              | < 0,1%   |
| не вказали релігію | 2              | < 0,1%   |